# 神戸有馬電気鉄道テン1形電車
神戸有馬電気鉄道テン1形電車（こうべありまでんきてつどうテン1がたでんしゃ）は1929年（昭和4年）に日本車輌製造で製作された、神戸有馬電気鉄道（現・神戸電鉄）の展望車である。当初は付随車であったが1936年（昭和11年）に制御車に改造され、更に1944年（昭和19年）にクハ141形へ改造された。

## 概要
神戸電鉄は今でこそ通勤路線であるが、神戸有馬電気鉄道として開業した当初は観光鉄道であり、沿線の風景が楽しめる様に1929年（昭和4年）春の花見シーズンから電動車と連結して湊川 - 有馬温泉間を一日2往復させた。
車体は濃青色で塗られ、屋根を鋼管で支持し、下半分に鋼板を張り上部に横引カーテンを設けただけである。扉は前中後の3対あった。座席は片側に寄せてもう片方を通路とした形式で、中央扉を境に通路と座席の配置を逆としていた。
桜が散った後も、新緑→納涼→紅葉と物珍しさも手伝い好評を博したが、窓ガラスがないため雨天時は雨が車内に入り込み、カーテンを閉じると外が見えないという問題があった。雨天の際は運休としたが、運転日の途中から雨になった日には苦情が出た。

## 改造

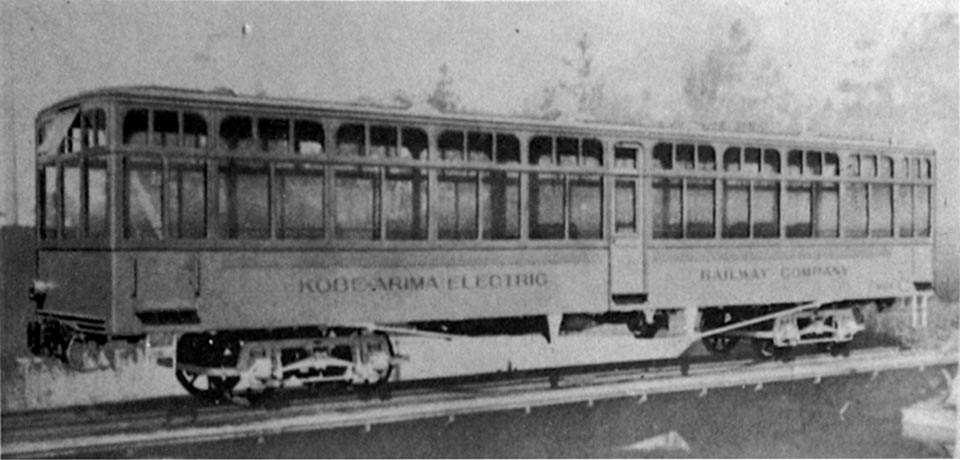
1930年の改造後のテン1

翌1930年（昭和5年）8月、日車にて改造が施された。冬期の使用のために柱を平板で補強、風雨対策として周囲をガラス張りにし、座席も中央扉を境に半分を畳敷き、あと半分をクロスシートに改め、夏場は下段の窓を取り外して使用した。台車は路面電車タイプ。また、1936年（昭和11年）には制御装置・制動弁を新設して制動車となった。

## クハ141形への改造
戦時中の1944年（昭和19年）、輸送力の増強のためにテン1形は川崎車輌で制御客車クハ141形141へ改造された。妻面は非貫通3枚窓、側面客用窓は下段上昇式の上下2段。運転台は両端にあり乗務員扉も設置されていたが、機器関係は有馬側のみの片運転台車であった。定員80人、全長は展望車時代から2 m短くなり13 mとなった。台車は当初テン1形から引き継いだ路面電車タイプだったが、1958年（昭和33年）に南海電気鉄道から譲り受けたブリル27MCB-2に振り替えた。
1962年（昭和37年）、クハ131・132・151と共に神戸寄りに貫通路が設けられた。元気動車だった他のクハとは異なる唯一の電車タイプの制御車として、電動車と組んで運用されていた。
末期はデ201形のデ205・デ204と3両編成を組成していたが、高性能車の増備に伴い1974年（昭和49年）に廃車となった。